# 二ツ橋
二ツ橋（ふたつはし）は、福島県郡山市にある道路橋である。

## 概要
- 全長：43.8m
  - 主径間：14.1m
- 幅員：6.0（7.5）m
- 形式：3径間単純RCT桁橋
- 竣工：2015年1月
- 施工：オリエンタル白石

郡山市北西部の熱海町安子島字薬師堂にて一級水系阿武隈川水系五百川を渡り、福島県道8号本宮熱海線を通す。現在の橋梁は旧橋梁からの拡幅、25トン車対応化、耐震補強を目的とし線形改良に伴い道路橋梁整備事業として従来の橋梁から改修工事されたものである。総工費は2億4千万円。橋上は上下対向2車線で供用され歩道は設置されておらず、旧橋梁時に人道橋が上り線側に設置された。

## 沿革
- 1960年 - 現在の橋梁が竣工する。
  - 全長：43.8m
  - 幅員：6.0m[2]
- 1979年 - 上り線側に二ツ橋歩道橋が竣工する。
  - 全長：43.8m
  - 幅員：2.0m
- 2014年
  - 7月より - 橋梁老朽化に伴う耐荷力不足のため大型車の通行が不可となり、福島交通路線バス玉川経由熱海線が迂回運行を行う[3]。
  - 9月1日より - 改修工事開始により終日車両通行止めとなる。
- 2015年1月 - 橋梁改修工事が竣工する。

## 周辺
- 熱海公民館玉川分館
- 横川城跡
- 帳附神社